# Unió Valenciana
Unió Valenciana (UV) fou un partit polític valencià, d'ideologia blavera, regionalista i conservadora. La implantació del partit va ser bàsicament la província de València. Només va obtenir cert èxit electoral destacable a la província de Castelló.

## Ideologia
Unió Valenciana va ser el màxim exponent del blaverisme o regionalisme valencià anticatalanista, moviment políticament, social i ideològica vinculat a la dreta conservadora, i de caràcter populista. Tanmateix, dins d'Unió Valenciana hi conviuran minories nacionalistes a partir de l'evolució que el partit experimente a partir dels anys 90.
El partit es va definir com a nacionalista des del Congrés de Cullera, el 1988. No obstant això, el partit es tornaria a definir com a regionalista posteriorment, i no tornaria a definir-se com a nacionalista fins poc abans de la seua desaparició. Al Congrés de Cullera, Unió Valenciana es va definir també com a partit demòcrata i progressista.

## Història

### Naixement
Hereu del moviment anticatalanista del període conegut com a batalla de València, Unió Valenciana pren el testimoni del partit Unió Regional Valenciana, formació regionalista que obtindria un regidor a l'Ajuntament de València en les eleccions municipals de 1979. Quan URV esdevé Esquerra Nacionalista Valenciana, els sectors conservadors i regionalistes abandonen el partit, entre ells Miquel Ramon i Izquierdo i Vicent González i Lizondo.
El 1980 es produeixen les primeres reunions entre els qui després serien els fundadors d'Unió Valenciana, que formaria la seua Junta Permanent l'1 de novembre de 1980. Unió Valenciana naix com a partit polític quan és inscrit al Registre de Partits Polítics el 30 d'agost de 1982 fundat, entre d'altres, per Vicent González Lizondo i Miguel Ramón Izquierdo. El 1982 comptava amb 620 militants. En aquest primer moment, Unió Valenciana rep cobertura humana i immobiliària per part del Grup d'Acció Valencianista (GAV), les seus dels quals canviaran els ròtuls pels del nou partit.
La primera participació electoral d'Unió Valenciana va ser a les eleccions generals espanyoles de 1982, on formà part de la Coalición Popular, i on obtindrien un diputat per València, Miquel Ramon i Izquierdo, i un per Alacant, Vicent Ramos Pérez. A les eleccions a les Corts Valencianes de 1983 repetirien la coalició i van obtenir 5 diputats, 46 regidors i un diputat a la Diputació Provincial de València. Les eleccions generals espanyoles de 1986 serien les primeres on Unió Valenciana participà en solitari, on Miquel Ramon i Izquierdo va poder revalidar el seu seient de diputat per la Circumscripció electoral de València, i on el partit va obtenir poc més de 60.000 vots a tot el País Valencià.

### Consolidació

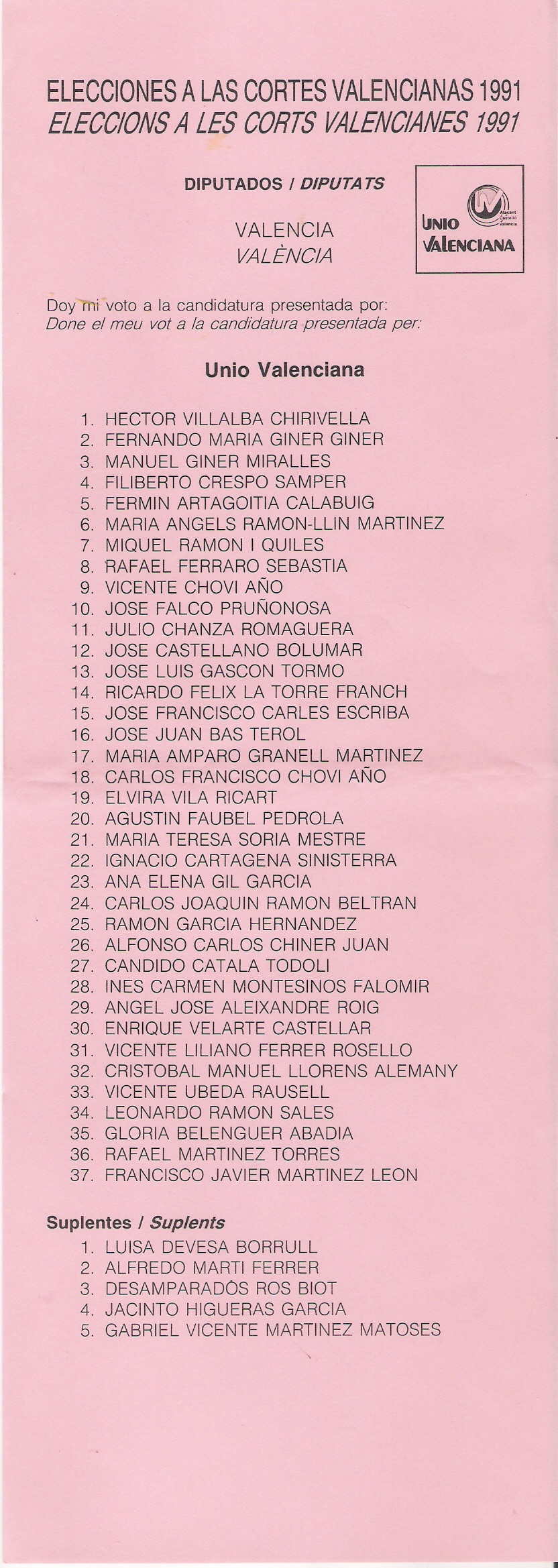
Llista d'UV a les eleccions a les Corts Valencianes de 1991 per la Circumscripció de València.

A final dels anys 1980 i principi dels 90 (sota el lideratge de Vicent González Lizondo), i coincidint amb la crisi d'Alianza Popular, Unió Valenciana va tindre un nombre de vots important i va arribar a tindre escons a les Corts Valencianes, i una ressenyable representació municipal (en especial a la Ciutat de València), i algunes alcaldies al País Valencià. Així, en les eleccions municipals i a Corts Valencianes de 1987, UV obté 147.000 vots a les eleccions locals i 183.000 al Parlament Valencià, obtenint sis diputats a les Corts Valencianes, set regidors a l'Ajuntament de València, on serien segona força, i catorze alcaldies. A les eleccions al Parlament Europeu de 1987 van obtenir vora el 8% de vots al País Valencià i 156.000 vots, insuficients per a obtenir representació. A les eleccions europees del 89, tot i concórrer en coalició amb diversos partits regionalistes de l'Estat, van obtenir menys vots, 116.000. Durant este període Unió Valenciana creix gràcies a la incorporació de votants del centredreta espanyol, però també arrapa una xicoteta part de votant de centreesquerra al PSPV-PSOE. El 1987, el nivell de vot a Unió Valenciana en la Ciutat de València vorejava el 20%, superant Alianza Popular, fent que, tot i traure resultats inferiors als del Partit Socialista, la capital valenciana fora un feu del partit regionalista. En 1988 té lloc el IV Congrés d'Unió Valenciana. Al Congrés de Cullera, Unió Valenciana començaria a denominar-se nacionalista, desmarcant-se del discurs de la convervadora Alianza Popular.
A partir d'este moment, Unió Valenciana experimentarà el període de major suport electoral de la seua història: en les eleccions generals espanyoles de 1989 obté 145.000 vots, dels quals 135.000 foren a la Província de València, i per tant, li van valdre dos parlamentaris al Congrés dels Diputats: Vicent González Lizondo i Joan Oliver Chirivella. L'excel·lent campanya de màrqueting va valdre-li al partit un 6,9% de vots al total del País Valencià, amb un 12,7% de vot a València Ciutat.
Amb els lemes «Ningú farà més per la nostra terra« i «València per damunt de tot», Unió Valenciana va presentar 197 candidatures a les eleccions locals de 1991 (la pràctica totalitat a la Província de València, 20 a Castelló i 24 a Alacant). El partit va experimentar un augment relatiu del 25% amb 187.000 vots (9,4%) i 336 regidors. Unió Valenciana obtingué 16 alcaldies en el període 1991-1995, però no la de la Ciutat de València, ja que si bé el PSPV-PSOE i el seu soci EUPV van perdre la majoria front a la suma del Partit Popular i Unió Valenciana, la candidatura encapçalada per Vicent González i Lizondo es va vore superada per la llista de Rita Barberà. El partit regionalista va passar a ser la tercera força política del seu feu valentí, i Rita Barberà va ser investida alcaldessa amb els vots d'Unió Valenciana. Este fet ha estat vist com un dels primers símptomes del decreixement del partit.
A les eleccions a les Corts Valencianes de 1991 Unió Valenciana va aconseguir el millor resultat de la seua història. La candidatura liderada per Hèctor Villalba va obtenir 208.000 vots a tot el País Valencià, un poc més del 10% de sufragis, que van valdre un total de set diputats per al Grup Parlamentari Nacionaliste d'Unió Valenciana.

### Estancament i acostament al Partit Popular
A partir d'este moment, els resultats d'Unió Valenciana s'estanquen: a les eleccions generals espanyoles de 1993 només obtenen un diputat. A les eleccions al Parlament Europeu de 1994 participen en la Coalició Nacionalista que va obtindre 500.000 vots a tot l'estat, i dos diputats, si bé al País Valencià sols n'obtindrien 105.000, fet que no va impedir que Alfonso Novo Belenguer fora diputat rotatori dins de l'Aliança Radical Europea entre 1996 i 1998. A les eleccions a les Corts Valencianes i municipals de 1995 Unió Valenciana veu reduït el seu suport. Tot i les expectatives de creixement, i la coalició amb partits centristes i independents, la candidatura encapçalada per Vicent González Lizondo sols obtindria 165.000 vots i cinc diputats a les Corts Valencianes. A nivell municipal, tot i presentar 225 llistes a les eleccions locals, sols es van obtindre 129.000 vots, i es va experimentar una forta caiguda a l'Ajuntament de València, on es passà de huit a tres regidors. Així mateix, el partit regionalista va accedir a 28 alcaldies i obtingué 215 regidors.
Tot i la pèrdua de suport, Unió Valenciana esdevé la clau de la governabilitat a molts municipis i a les Corts Valencianes gràcies al creixement del Partit Popular i a l'enfonsament del PSPV-PSOE. Unió Valenciana, qui ja donava suport als populars a l'Ajuntament de València va facilitar la investidura d'Eduardo Zaplana com a president de la Generalitat amb un acord de legislatura conegut com a Pacte del Pollastre.

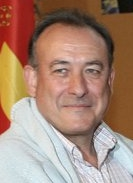
Hèctor Villalba va intentar, sense èxit, mantenir allunyada Unió Valenciana del Partit Popular, que acabaria absorbint el partit el 2011

Amb l'assoliment de la Presidència de les Corts Valencianes per part d'UV i Vicent González Lizondo arran el Pacte del pollastre, la situació de Lizondo al si del partit es va veure afeblida, segurament a causa del seu estat de salut, com evidencià el desmai que va patir a les Corts. Obligat per les circumstàncies, Vicent González Lizondo, qui poc abans havia expulsat al sector de les joventuts del partit vinculats a l'associació Joventut Valencianista per ser massa nacionalistes als seus ulls, va cedir la presidència del partit a Hèctor Villalba, qui no tenia la seua visió furibundament anticatalana i fins i tot compartia certes idees amb el valencianisme polític dins del context de la tercera via del nacionalisme valencià. La disputa s'explica per la divisió interna entre el sector contrari als pactes amb el Partit Popular i partidari de convertir a Unió Valenciana en una formació centrista i nacionalista moderada per una banda, i el sector regionalista i anticatalanista per l'altra, que era partidari de pactar amb el PP. L'acostament al PP acabaria amb l'expulsió del partit de Lizondo, en novembre de 1996. Amb la mort de Lizondo, que ocorreria un mes després de la seua expulsió es produeix un constant degoteig de fuges de militants i càrrecs cap al Partit Popular, que alimentaria la imatge que Lizondo fou un «màrtir» traït per la mateixa Unió Valenciana, iniciant una reeixida estratègia mitjançant la qual el partit conservador acabaria fent seu l'espai d'Unió Valenciana. A les eleccions generals espanyoles de 1996, les primeres on el Partit Popular obtindria majoria, Unió Valenciana obté un diputat, en la figura de Josep Maria Chiquillo. Tanmateix, obté el que fins aleshores va ser el pitjor resultat a cap convocatòria electoral a la Ciutat de València: un 5,9%.

### Extraparlamentarisme i integració en el PP
La Unió Valenciana de 1997 estava liderada pel nacionalista Hèctor Villalba, el regidor de València Társilo Piles, i el centrista Fermín Artagoitia, qui intentaren, sense èxit, una estratègia per a marcar distàncies i exercir d'oposició al PP sense trencar el pacte. Mentre militants i regidors lizondistes abandonen el partit, creant-se escissions com Iniciativa de Progrés de la Comunitat Valenciana i altres que acabarien integrant-se al PP, la direcció d'Unió Valenciana inicià un procés per tal de situar-se en un punt equidistant entre el PP i el PSPV-PSOE, arribant a abandonar el govern municipal de València a la fi de l'any 1997. En 1998, Unió celebra un important congrés on se situa en posicions més centristes, menys conservadores i menys populistes que les que havia mantingut fins aleshores. Reforçà la seua vessant valencianista, i també suavitza el seu anticatalanisme, sense abandonar-lo del tot. Estos esforços per crear un espai propi per a Unió Valenciana com a partit de centre es produïren en mig d'una ofensiva per part del Partit Popular per atraure's el vot regionalista, realitzant homenatges a la figura de Vicent González Lizondo i promocionant escissions en UV i el transvasament de càrrecs públic d'UV cap al PP, com la consellera Maria-Àngels Ramon-Llin, que junt a diferents regidors d'UV en diferents localitats, protagonitzà un degoteig continu d'incorporacions al PP entre gener i abril de 1999. També el diari Las Provincias, suport habitual d'Unió Valenciana, començà a donar suport al PP, alhora que començà a atacar a UV pel seu gir nacionalista.
Finalment, tot i presentar més llistes que mai a les eleccions municipals i mantindre un nombre semblant de regidors, Unió Valenciana perd la representació parlamentària a les Eleccions a les Corts Valencianes de 1999. En dimitir Villalba, la presidència del partit passà a mans de Jose María Chiquillo, qui la portaria als seus postulats ideològics originaris i s'acostaria al Partit Popular. Unió Valenciana va perdre la representació al Congrés dels Diputats a les Eleccions generals espanyoles de 2000, però la seua aliança amb la Coalició Europea li va permetre tindre representació al Parlament Europeu per segona i última volta. De manera rotatòria, Enric Monsonís va ser eurodiputat al Partit de l'Aliança dels Liberals i Demòcrates per Europa entre 2003 i 2004.
Per a les Eleccions a les Corts Valencianes de 2003 Unió Valenciana es va agrupar amb partits cantonalistes, evidenciant la seua davallada en un míting central a la Plaça de Bous de València on, baix una forta pluja, sols va poder omplir una cinquena part dels seients del recinte. En estes eleccions el partit va perdre la seua posició com a quarta força valenciana, amb a penes un 3% dels vots, mentre que a les Eleccions generals espanyoles de 2004 renuncià a presentar-se a canvi de què el president del partit Jose María Chiquillo fora candidat al Senat com a independent dins de les llistes del PPCV. Posteriorment Chiquillo seria expulsat i fundaria Unió de Progrés de la Comunitat Valenciana, partit que acabaria integrat al PP.
Per a les Eleccions a les Corts Valencianes de 2007, Unió Valenciana rebutjà anar en coalició amb un nou partit blaver fortament anticatalanista, Coalició Valenciana. UV va obtenir un 0,9% dels vots (22.615), un resultat molt pobre però superior al del partit de Juan García Sentandreu. A les eleccions generals espanyoles de 2008 el partit va rebutjar presentar-se, evidenciant la crua situació en què es trobava. Mentrestant, els diferents dirigents que succeïren a Chiquillo al capdavant del partit mantindrien Unió Valenciana en l'òrbita del PP, amb l'excepció de Joaquim Ballester, qui com la resta de dirigents regionalistes, acabaria recalant a les files populars en 2010, quatre anys després de deixar el seu càrrec.

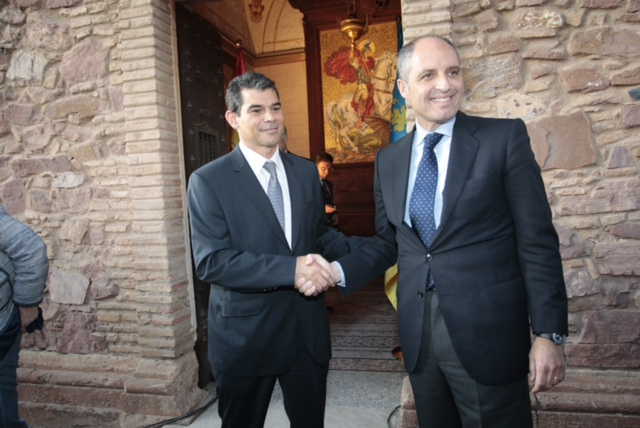
Imatge de l'acte on Miralles anuncià l'absorció d'Unió Valenciana per part del PPCV.

El 2011 el president del partit, José Manuel Miralles va anunciar que Unió Valenciana no es presentaria tampoc a les eleccions a Corts Valencianes i municipals del mateix any per falta de finançament econòmic i baixes de militants, quan Unió Valenciana no havia fallat mai a unes eleccions locals i a Corts Valencianes des de 1987. En el mateix acte, Miralles va mostrar el suport que des d'Unió Valenciana es donava al Partit Popular de la Comunitat Valenciana, demanant el vot per ells a les eleccions en un acte conjunt amb Francesc Camps i Ortiz. En resposta a eixes declaracions, el secretari general, Lluís Melero va anunciar que intentarien expulsar Miralles del partit per tal d'evitar que les sigles foren absorbides pel Partit Popular. Mentre, els regidors i militants d'UV que volien presentar-se a les eleccions locals de 2011, anunciaven la seua presència en llistes d'altres partits, majoritàriament Units per València, qui va absorbir, entre d'altres, els col·lectius de Carcaixent o Torrent, alhora que presentaven al Secretari General d'Unió Valenciana, Lluís Melero a la llista local de Silla.

## Crisis internes i escissions
La vida interna d'Unió Valenciana es va vore esguitada per diverses disputes internes, solucionades la majoria de vegades amb escissions o expulsions del sector discrepant, tot apareixent com a resultat multitud de partits d'escàs rèdit electoral.
Les primeres disputes les va protagonitzar Vicent González i Lizondo amb diferents sectors crítics, iniciant un procés que ell anomenà "refundació" i que va portar a les expulsions de Miquel Ramón i Izquierdo, Miquel Ramón i Quiles, Joan Oliver, Vicent Ramos Pérez o a la baixa de Francesc Martínez i León durant el període 1992-1995. El pas de Martínez i León al Grup Mixt de l'Ajuntament de València va portar que el govern PP-UV quedara en minoria, el que portà a Lizondo a negociar la seua pròpia dimissió com a regidor a canvi de la de Martínez i León, cosa que finalment ocorreria. Tanmateix, un segon expedient acabaria amb l'expulsió del també regidor Vicente Martínez Marco.
A més, al Consell Nacional de novembre de 1993, un important nombre de militants de les joventuts són expulsats del partit per impulsar la Joventut Valencianista, organització independent al partit amb un línia ideològica marcadament nacionalista valenciana. D'ells, Lizondo els arribaria a acusar públicament de voler muntar una Herri Batasuna valenciana.
En 1994 dimiteix Arturo Gascó pel cas de corrupció Star, mentre que la regidora a l'Ajuntament de València María Dolores García Broch abandona el partit després que se li obrira un expedient disciplinari per filtracions. A les eleccions de 1995 impulsaria el partit Renovació Valencianista, que no va obtindre representació i acabaria integrat en Coalició Valenciana en 2005.
A més, el salt de càrrecs d'Unió Valenciana al Partit Popular de la Comunitat Valenciana va ser una constant a partir que se signara el Pacte del Pollastre. Ja abans de les eleccions a les Corts Valencianes de 1995 es produeixen els primers casos de militants d'UV que recalen en el PP, sent el de Ferran Giner i Giner i Joaquín Farnós un dels primers exemples. Abans de les eleccions a les Corts Valencianes de 1999 l'ex-presidenta de les Joventuts d'UV i consellera d'Agricultura Maria Àngels Ramon-Llin passaria a militar al PP, on continuaria sent consellera després de les eleccions. Qui seria president del partit des de 1999, Josep Maria Chiquillo, va participar com a independent a les llistes del PP al Senat en les eleccions generals espanyoles de 2004. Finalment, Chiquillo seria apartat de la direcció del partit i crearia un nou partit, Unió de Progrés de la Comunitat Valenciana, que acabaria integrat també al PP.
Arran de les crisis internes d'Unió Valenciana van aparèixer partits com Iniciativa de Progrés de la Comunitat Valenciana o Unió de Progrés de la Comunitat Valenciana, integrats al PP i Renovació Valencianista o el Partido Regional de la Comunidad Valenciana, integrats a la desapareguda Coalició Valenciana. Identitat del Regne de València s'integraria en CVa l'any 2005, si bé per a les eleccions a les Corts Valencianes de 2007 s'hi deslligaria i es presentaria en coalició amb Unió Valenciana. Unió Progressista Valenciana va ser una escissió que estudià presentar-se en coalició amb el BLOC-Esquerra Verda a les eleccions generals espanyoles de 2004, si bé les bases del partit nacionalista rebutjaren eixa possibilitat.
Cas a banda és el d'Opció Nacionalista Valenciana, coneguda com a Units per València (dissolució en 2013), format per ex-militants d'Unió Valenciana en 2005 i que encara existeix, i que va ser fundat per gent provinent del sector nacionalista d'UV, com Carles Choví, a qui se'ls sumarien noms com Miquel Ramon i Quiles, Pere Palés o Hèctor Villalba.

## Resultats

### Eleccions a lesCorts Valencianes
| Elecció | Vots    | %     | Escons | +/– | Candidat                | Govern   |
| ------- | ------- | ----- | ------ | --- | ----------------------- | -------- |
| 1983    | 609.519 | 32,11 | 5 / 89 | Nou | Manuel Giner Miralles   | Oposició |
| 1987    | 183.541 | 9,24  | 6 / 89 | 1   | Filiberto Crespo Samper | Oposició |
| 1991    | 208.126 | 10,5  | 7 / 89 | 1   | Hèctor Villalba         | Oposició |
| 1995    | 165.956 | 7,1   | 5 / 89 | 2   | Vicent González Lizondo | Coalició |
| 1999    | 106.119 | 4,68  | 0 / 89 | 5   | Hèctor Villalba         | Oposició |
| 2003    | 72.594  | 2,99  | 0 / 89 | =   | Valero Eustaquio Juan   | Oposició |
| 2007    | 22.789  | 0,95  | 0 / 99 | =   | José Manuel Miralles    | Oposició |

### Eleccions Generals Espanyoles
| Elecció | Vots    | %     | Escons | +/– | Candidat                |
| ------- | ------- | ----- | ------ | --- | ----------------------- |
| 1982    | 613.147 | 29,12 | 2 / 29 | Nou | Miquel Ramon Izquierdo  |
| 1986    | 64.403  | 3,08  | 1 / 31 | 1   | Miquel Ramón Izquierdo  |
| 1989    | 144.924 | 6,84  | 2 / 31 | 1   | Vicent González Lizondo |
| 1993    | 112.341 | 4,61  | 1 / 31 | 1   | Vicent González Lizondo |
| 1996    | 91.575  | 3,54  | 1 / 32 | =   | Josep Maria Chiquillo   |
| 2000    | 57.830  | 2,38  | 0 / 32 | 1   | Josep Maria Chiquillo   |

Notes:
- En 1983 es presenta dins de Coalición Popular, junt a Alianza Popular, Partido Demócrata Popular i Unión Liberal, obtenint 5 dels 32 escons.
- Entre 1987 i 2003 es presenta en solitari.
- En 1991 Miquel Ramón i Quiles d'UV, és elegit senador per designació autonòmica.
- En 1995 Vicent González Lizondo és elegit president de les Corts Valencianes, i el partit governa en coalició amb el PP.
- En 1999 hauria obtingut dos diputats per la província de València i un per la província de Castelló si no existira el mínim legal d'un 5% dels vots totals per obtindre representació a les Corts.
- En 2003 hauria obtingut un diputat per València si no existira eixe límit mínim.
- En 2004 renuncien a presentar-se, a canvi que el líder del partit, José M. Chiquillo anara com independent a les llistes del Senat del PP.
- En 2007 es presenta liderant la coalició Unió, junt a Los Verdes-Ecopacifistas i Unión de Centro Liberal.
- En 2011 no es presenta i sol·licita el vot per al Partit Popular.